# Maxime Boccon
Maxime Boccon, né le 17 juin 1974 à Vesoul dans la Haute-Saône, est un sportif français spécialiste du canoë kayak.
Il a fait partie de l'équipe de France de canoë kayak. Il participa aux Jeux olympiques d'été de 2000, où il fut éliminé en demi-finale en catégorie K-4,.